# Tuileriák palotája

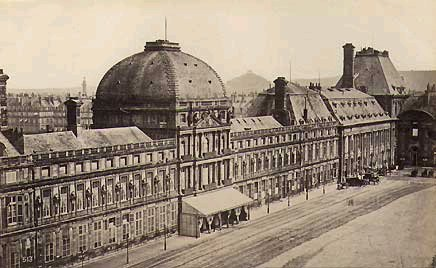
A Tuileriák palotája 1865 környékén. Balról jobbra: déli szárny, az Óra pavilon (pavillon de l’Horloge), északi szárny, a színház pavilon, a Gépek galériája (la galerie des Machines), a Marsan pavilon (pavillon de Marsan). Jobbra a körhinta (Caroussel) tere folytatódik.

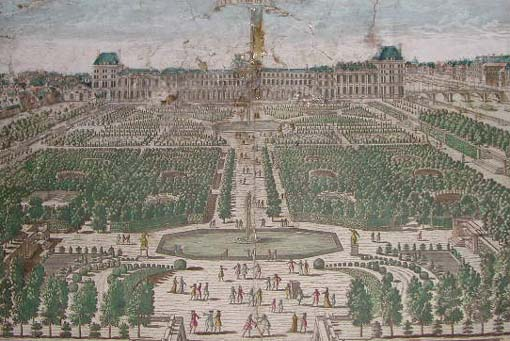
A Tuileriák palotája és kertje

A Tuileriák palotája vagy röviden Tuileriák, franciául: Palais des Tuileries; (szó szerint „a tetőcserépgyárak palotája”) a francia uralkodók lakhelye volt Párizsban. Nevét onnan kapta, hogy egy régi csempe- és tetőcserépgyár helyére épült.
Ma a Tuileriák, (franciául: Les Tuileries) kifejezés (kiejtése kb. [lé tüjlörí]), vagyis „a tetőcserépgyárak”) kifejezés általában ezt a palotát jelenti.
Ezenkívül Les Tuileries a neve annak a párizsi központi városnegyednek is, ami a Louvre palota, a rue de Rivoli (Rivoli utca) Place de la Concorde (Egyetértés tere) és a Szajna között terül el. A városnegyed súlyponti részét a Tuileriák kertje (franciául: Jardin des Tuileries) foglalja el.
A palotát 1564-ben kezdték építeni Medici Katalin királyné kezdeményezésére. Építése után több egymást követő rezsim is megnagyobbította, és végül a homlokzata elérte a 266 métert. Több francia uralkodó, úgy mint IV. Henrik, XIV. Lajos, XVI. Lajos, XVIII. Lajos francia királyok, végül III. Napóleon császár lakóhelye lett. 1871-ben szélsőséges forradalmi elemek felégették. Romjainak legnagyobb részét 1882-ben távolították el.

## Az abszolutista monarchia(ancien régime)alatt
A XIII. században a Les Tuileries területén tetőcserépgyár volt. A XVI. században Neufville de Villeroy pénzügyminiszter vette meg a telket és építtetett egy fogadóházat rajta, ami később I. Ferenc édesanyjának, Savoyai Lujza hercegnőnek birtokába került.

### Az építés kezdete
Medici Katalin királyné, II. Henrik király özvegye, (aki férje halála után kormányzói címet és státust kapott, hogy a királyi címet öröklő kiskorú fia, II. Ferenc nevében kormányozzon), elhatározta, hogy új lakóhelyre lesz szüksége. Az igen babonás Katalin előző lakóhelyét, az egykori Hôtel des Tournelles-t elátkozottnak tartotta, ennek közelében veszítette életét férje, II. Henrik, egy lovagi torna során elszenvedett baleset következtében, amikor ellenfelének eltört lándzsája áthatolt a sisakján. Medici Katalin lebontatta a Louvre melletti cserépgyárakat, és Philibert Delorme és Jean Bullant építészektől egy óriási palota építését rendelte meg. A palota eredetileg két hatalmas, egymással párhuzamos épületből állt volna, köztük négy kisebb épülettel és három belső udvarral, de ezekből az ancien régime alatt végül is csak egyetlen épület valósult meg.
Kezdetben a mesterműnek tekintett boltozatos lépcsősoráról nevezetes központi, kupolás pavilonhoz két épületszárny csatlakozott volna. A déli szárny végén még egy pavilont építettek 1570-ben (Pavillon de Bullant), de az északi szárnyat sosem fejezték be. Végül Medici Katalin mégsem költözött be a palotába, és következő fiának, IX. Károly uralkodása alatt az építkezés lassacskán abbamaradt. Később Katalin harmadik fia, III. Henrik rendezett néhány fogadást a palotában, de lakóhelyül még ő maga sem használta. 1588. május 12-én, „a barikádok napja” során azonban a király a Tuileriák kertjén át tudott elmenekülni Párizsból.

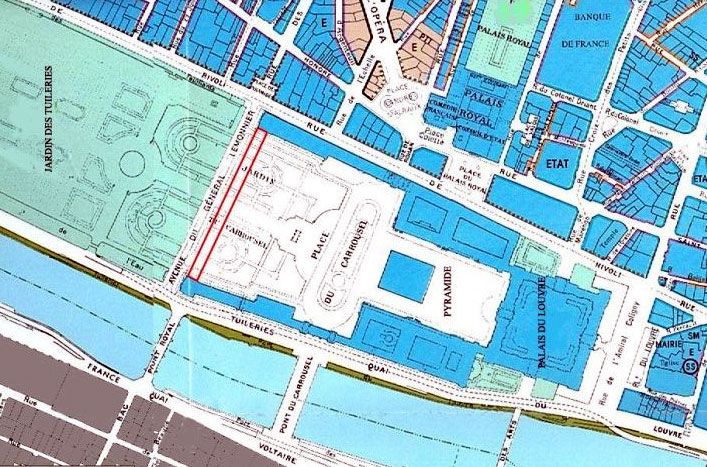
A palota eredeti építési helye.

### A nagy építési terv
A XVII. század elején IV. Henrik elhatározta, hogy összeköti a Tuileriák palotáját a Louvre palotával, mégpedig egy nagy fedett folyosóval, galériával. Ezt annak idején „nagy építési tervnek” (Grand Dessein) nevezték. Ezt a fedett folyosót, ami a Grande-Galerie (Nagy Galéria) vagy a Galerie du bord d’eau (Vízparti Galéria) néven a mai napig is megvan, Jacques-Androuet du Cerceau építette 1607 és 1610 között. A Nagy Galéria építésével egyidejűleg egy második fedett folyosó, a Kis Galéria (Petite-Galerie) építését is elkezdték, ez a Bullant pavilont kötötte össze a Nagy Galériával. A kettő találkozási pontjában még egy pavilont építettek, ennek eredeti neve a Folyó pavilonja volt, de 1669-ben „Flóra pavilonná” kereszteltek át. Ezáltal a Louvre palota és a Tuileriák palotája egybeépült.

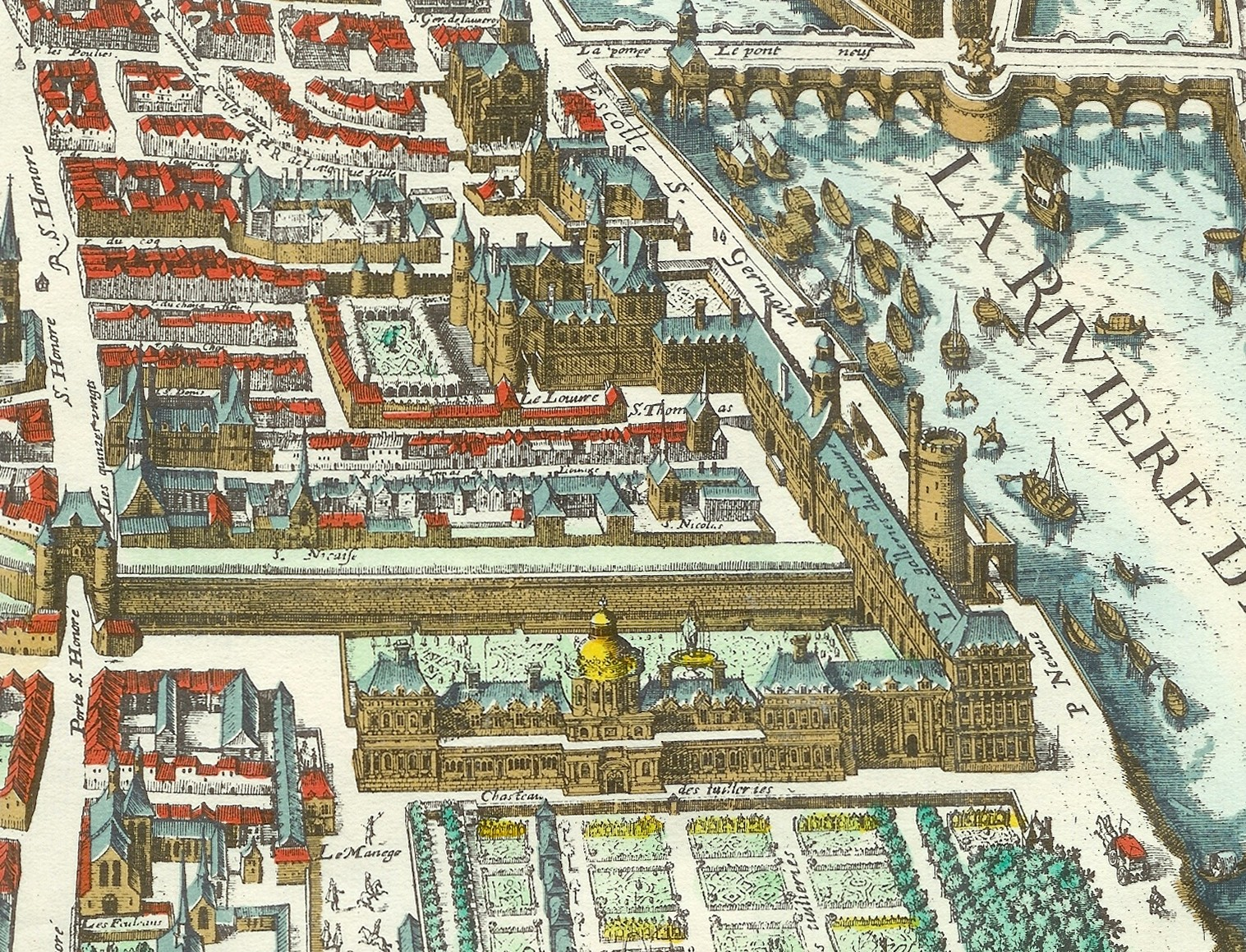
Tuileriák, a Louvre múzeum és a Nagy Galéria (Grande-Galerie) 1615-ben. Matthäus Merian metszete

IV. Henrik halála után a Tuileriák palotáját ismét elhanyagolták. Unokája, XIV. Lajos folytatta a munkát. Hogy az épület szimmetriát kapjon, 1659 és 1666 között Louis Le Vau és François d’Orbay épített egy új pavilont úgy, hogy az északra a Bullant pavilonnal szimmetriát képezzen. Ezt először Északi pavilonnak, majd Színház pavilonnak keresztelték el. Ezután a Kis Galériának megfelelően a Színház-pavilon mellett egy új galériát építettek, ami a Galerie des Machines (Gép Galéria) nevet kapta, később pedig a Flóra-pavilonnal szimmetrikusan még egy pavilont, melynek neve először Pomone pavilon, majd Marsan pavilonja lett.
Évtizedek teltek el megint mielőtt a munka tovább folytatódott. A palota szimmetrikus lett ugyan, de darabos, és részeinek építési stílusait tekintve inhomogén volt. Ennek kijavításával Le Vau lett megbízva, aki a központi pavilont Óra-pavilonnak (Pavillon de l’Horloge) átnevezve kupolával látta el és nagyobbra építette. Ugyanakkor a két szárnyát is, meg a Kis Galériát is újjáépítette klasszikus stílusban.

A Tuileriák elfoglalása

## A palota története a francia forradalom és a konzulság idején
A forradalom kitörése után, 1789. október 6-án XVI. Lajost feleségével, Marie Antoinette királynéval és gyermekeikkel együtt a versailles-i kastélyból beköltöztették a Tuileriákba. A palota uralkodói lakhellyé vált. Beköltözésük idején a Mária Terézia hercegnő és Lajos Károly trónörökös már a palota régi királynéi lakosztályában éltek, ezért anyjuk, Marie Antoinette a földszint kerti oldalára költözött, míg Erzsébet hercegnő (Madame Elisabeth), XVI. Lajos király nővére a Flóra pavilon első emeletét foglalta el.
A királyi család 1792-ig élt a palotában, gyakorlatilag „szobafogságban”, őrizet alatt. 1791. június 21-én megkísérelték a szökést, de Varennes-nél elfogták és visszahozták őket a Tuileriák palotájába. A következő évben, 1792. augusztus 10-én forradalmi nyomásra innen is távozniuk kellett a Louvre Carrousel szárnyába, mert a forradalmi vezetőség a királyi lakosztályokat közösségi célokra akarta felhasználni.
A király testőrségével megbízott Svájci Gárda kaszárnyája már üres volt: száz gárdistának ugyan sikerült a helyi lakosság egyes tagjai segítségével elmenekülni, de nagy többségüket (kb. 600 főt) lemészárolta a felkelt tömeg. A körhinta terére (Place du Carrousel) augusztus 21-én felállították a guillotine-t. 1793. május 10-én a Nemzeti Konvent költözött be a palota Gépek galériájába; az épületet Nemzeti Palotának kiáltotta ki. A Konventtel együtt egyik bizottsága, a Comité de salut public (Közjóléti Bizottság) is ebbe a palotába költözött, a Comité de Sûreté générale (Általános közvédelmi bizottság) pedig egy a palota közelében levő főnemesi palotába (hôtelbe).
A Tuileriák palotája számos történelmi esemény színhelyévé vált. Ilyen volt a girondisták proskripciója és Robespierre bukása a Direktórium alatt, majd 1795 és 1799 között a Conseil des Anciens (Öregek Tanácsa) tartotta üléseit a palotában. A századfordulón, 1800. február 19-én Napoléon Bonaparte, az első konzul költözött be a palota első emeletére, a volt királyi lakosztályba. Cambacérés, a második konzul külső szállást talált, de Lebrun, a harmadik konzul a Flóra pavilont foglalta el. .

## Az I. Császárság, a Bourbon-restauráció és a Júliusi Monarchia
Napóleon itt-tartózkodása alatt a Tuileriák palotája keveset fejlődött, de 1806-ban a Gépek galériájának belsejét újjáépítették, és egy kápolnát, valamint egy látványosságokra szánt nagytermet létesítettek benne. Ezzel egyidejűleg a Körhinta terén (Place du Carrousel) egy diadalívet is építettek a római diadalívek mintájára, ami a palota új bejáratává vált és ma is látható (Arc de triomphe du Carrousel).

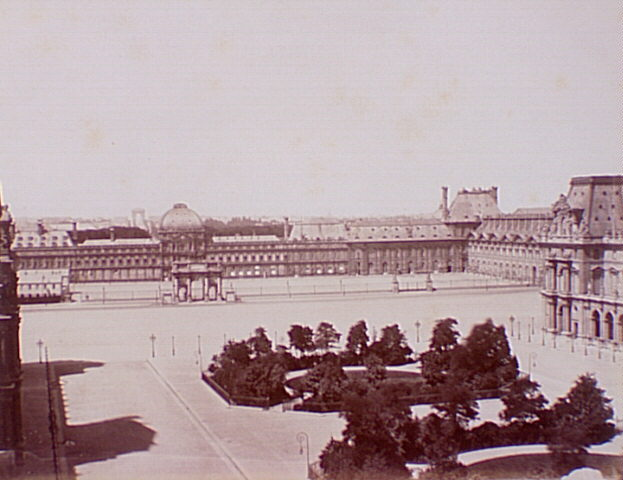
A Tuileriák palotája a Louvre felől nézve. Az 1865 körül készült fénykép a Carrousel diadalívét is mutatja.

IV. Henrik király Nagy építési tervének folytatásaként I. Napóleon császár építtetett egy új galériát is, ami a Körhinta terének északi határa lett. 1804-ben, amikor VII. Piusz pápa Napóleon császárrá koronázása alkalmával Párizsba látogatott, szállását vendéglátói a Flóra pavilonban, a forradalomban kivégzett Madame Elisabeth volt lakosztályában rendezték be. Ebben a palotában született 1809-ben Napóleon egyetlen törvényes fia, Napóleon Ferenc József herceg, akinek anyja a császár második felesége, a Habsburg–Lotaringiai-házból származó Mária Lujza császárné volt. A trónörököst Napóleon a római király címmel ruházta fel.
Napóleon 1815-ben végleg távozott, a palotába a visszatérő XVIII. Lajos király költözött be. Ő volt az egyetlen király, aki ebben a palotában halt meg (1824-ben). Örökébe öccse, X. Károly lépett, de 1830-ban a forradalom miatt menekülni kényszerült, a palotát a felkelők ismét kifosztották.
Egy éven át üresen állt, mert Lajos Fülöp király (Louis Philippe d’Orléans) inkább a közeli Palais-Royal palotában lakott. Egy befolyásos politikus, Casimir-Pierre Périer tanácsára a monarchia tekintélyének javítása érdekében a király végül mégiscsak beköltözött a Tuileriák palotájába. A palota egy éven át nagyszabású és költséges renováláson ment keresztül. Így az Óra pavilonban egy nagy lépcsőházat építettek, ami a mai napig fennmaradt. Lajos Fülöp az eredeti tervek megvalósításaként szerette volna egyesíteni a Tuileriákat és a Louvre-t, de tervét pénzhiány miatt el kellett vetni, és az csak III. Napóleon császár idején valósult meg. 1848-ban újabb forradalom tört ki, Lajos Fülöp elmenekült, kikiáltották a köztársaságot, és a palotát ismét kifosztották. A forradalom alatt és egy ideig utána is hadikórházként használták. 1852-ben Louis-Napoléon Bonaparte köztársasági elnök költözött bele, miután puccsal császárrá kiáltatta ki magát.

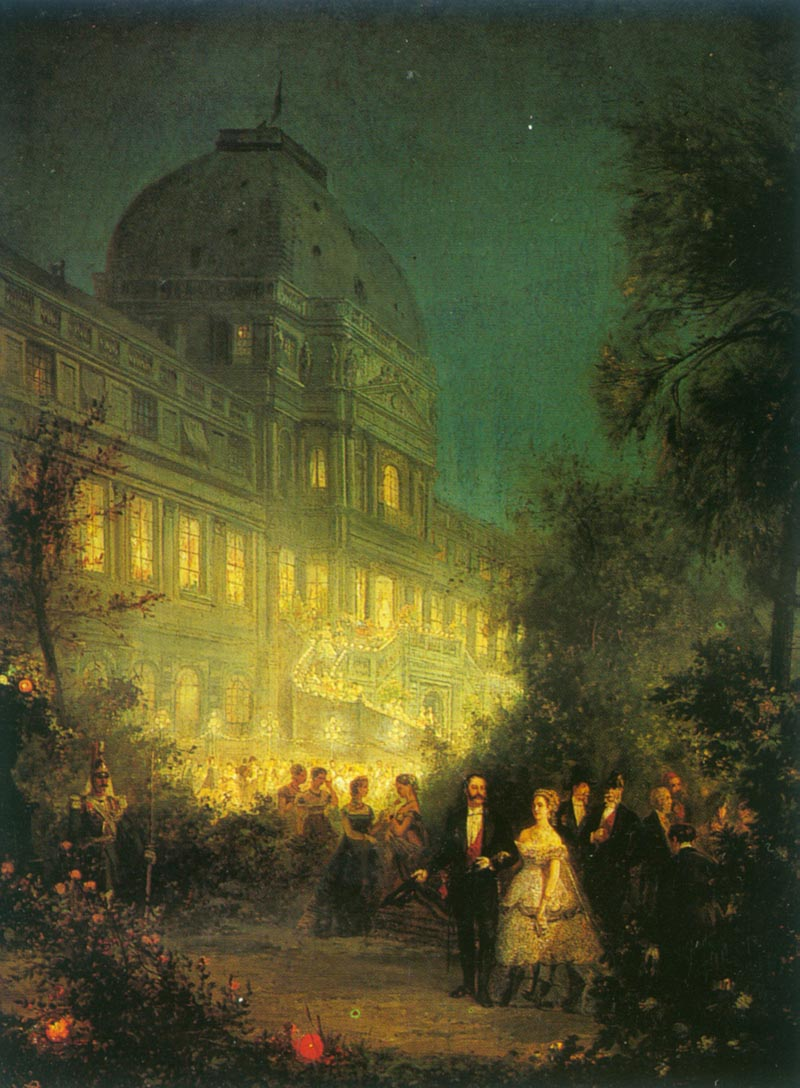
A palota és kertje egy nagy bál alkalmával a Második Császárság (Second Empire) idején

## A palota a Második Császárság idején
A Második Császárság alatt a palota ismét az uralkodók fényes lakhelyévé vált. A forradalom idején eltűnt régi etikett (apródok, kamarások, a palota prefektusai) most helyreállt. A palota mesés ceremóniák és ünnepségek színhelyévé vált. Itt zajlott le például III. Napóleon és Eugénie de Montijo polgári esküvője 1853. január 29-én. III. Napóleon megvalósította az eredeti tervet is a Tuileriák palotájának a Louvre palotával való teljes összekapcsolásával, amit az előzetesen megkezdett északi galéria meghosszabbításával ért el.
A Tuileriák és a Louvre együttesen 1870-re Európának legjelentősebb, és egyik legszebb palotájává vált. Amikor azonban III. Napóleon vereséget szenvedett 1870-ben Sedannál, lázadások törtek ki, és a tömeg haragjában ismét a Tuileriák palotáját támadta meg. A császár távollétében 1870. szeptember 4-én Eugénia császárné a Flóra pavilonon és a Louvre Nagy Galériáján keresztül menekült el.

## A palota leégetése és lebontása
Az uralkodók eltávozása után 1870-ben a palotát Párizsi kommün hatóságai vettek igénybe ünnepségek és hangversenyek céljára. Így a Maréchaux szalonban tartották meg a kommünárdok koncertjét; 1871. május 10-én a nemzeti gárda sebesültjeinek támogatására tartottak egy hangversenyt, május 18-án pedig három hangverseny is volt, amit óriási tömeg hallgatott. A hangversenyekkel a kommünárdok az uralkodók fecsérlő életmódját akarták a tömegnek bemutatni, hogy előkészíthessék a palotának, mint az uralkodók jelképének tervezett elpusztítását. Bergeret, a palota-bizottság feje kijelentette, hogy „Mire a Tuileriák palotájával végzek, abból már csak hamu marad!”

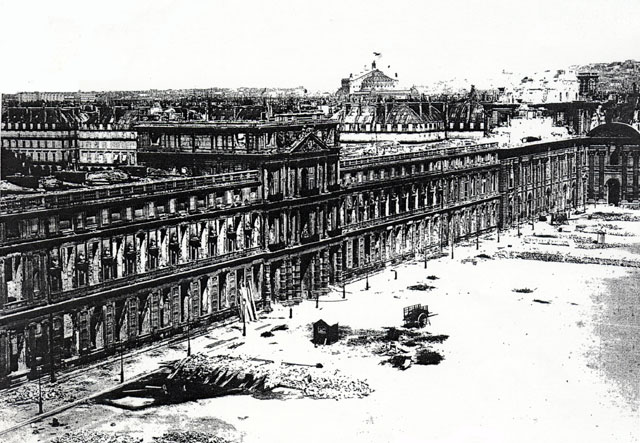
A palota felégetése idején

### A felégetés
1871. május 22-én és 23-án a szélsőséges Dardelle utasítására egy 12 fős csoport petróleumot, szurkot és terpentint öntözött a palota lakosztályainak padlójára és falaira. Az Óra pavilon bejáratához egy hordó puskaport tettek, a Maréchaux szalonban mindenféle gyúlékony anyagot halmoztak fel, hogy az egészet lángra gyújthassák. Este kilenckor a puskaport felrobbantották. A palota három napig égett. Bergeret és társai a Louvre teraszáról figyelték művüket. Május 27-ére a palotából csak a kormos falak maradtak meg.

### Lebontás
A Kommün leverése után már 1872-ben számos petíciót nyújtottak be a palota részleges, vagy teljes restaurálását kérve. A tűzvész valójában csak a berendezést, padlókat, a tetőt és az ablakokat pusztította el teljesen, a falak többé-kevésbé épségben maradtak. 1876-ban egy parlamenti tanács elhatározta, hogy a palota maradványait semmiképpen sem fogják teljesen eltüntetni.
A francia parlament alsóháza (Chambre des députés) sok sok vita után végül 1879-ben mégis a maradványok többségének eltávolítása mellett döntött, így 1883-ban a Flóra pavilon, a Marsan pavilon és két galéria kivételével mindent lebontottak.
A lebontást elnyerő magánvállalkozó 33 000 aranyfrankot fizetett a lebontandó romokért. A lebontott épületrészeket úgy értékesítette, ahogy tudta. Így a Körhinta (Carrousel) udvarának rácsát az Esterházy család vette meg kastélyának díszítésére. Két hatalmas oszlop más francia kastélyokba került, egy harmadik pedig a kerítésfal egy részével együtt a berlini Schwanenwerder szigetre. Pozzo di Borgo korzikai herceg megvásárolt néhány értékes követ saját kastélyának szépítésére, míg a többi kőmaradványokat az állam osztotta szét Párizsban. A központi pavilon homlokzatát, órájával együtt, ami vitathatatlanul a palota legszebb részlete volt, ma a párizsi George Cain téren, a megmaradt szobrokat pedig a Körhinta diadalíve (Arc de Triomphe du Carroussel) alatt épített teremben csodálhatjuk.

## Legendája
A palotához kapcsolódik Jean l’écorcheur („Perzselő János”) legendája. Eszerint ezt a mészárost Medici Katalin királyné parancsára gyilkolták meg, aki úgy gondolta, Jean már túl sokat tud a palota titkairól. A legenda szerint halála előtt azt kiáltotta, hogy „Még visszajövök!”
Később egy csillagjós azt állította, hogy a kivégzett mészáros megjelent előtte és megjósolta, hogy a palota lakóival együtt el fog pusztulni. Jean l’écorcheur szellemét petit homme rouge des Tuileries vagyis a Tuileriák palotájának kis vörös embere néven emlegetik, aki többször is megjelent volna a palota lakóinak. A palota felégetésének egyes szemtanúi határozottan állították, hogy a szellem valóban megjelent a lángoló Maréchaux szalon egyik ablakában.

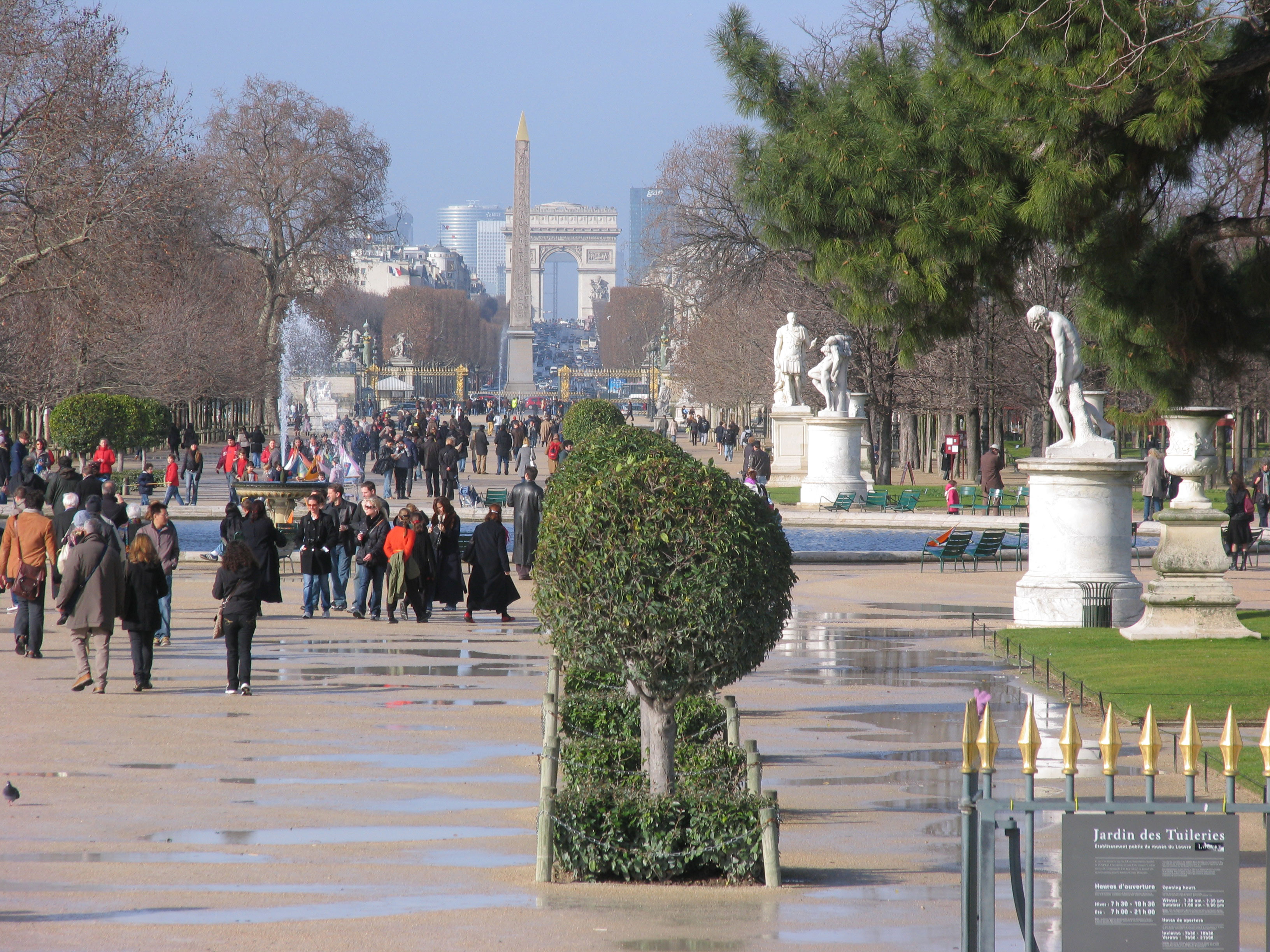
A Tuileriák kertje ma egy kedvelt párizsi sétatér.

## Fordítás
- Ez a szócikk részben vagy egészben  a   Palais des Tuileries című francia Wikipédia-szócikk fordításán alapul.  Az eredeti cikk szerkesztőit annak laptörténete sorolja fel. Ez a jelzés csupán a megfogalmazás eredetét és a szerzői jogokat jelzi, nem szolgál a cikkben szereplő információk forrásmegjelöléseként.
- Ez a szócikk részben vagy egészben  a   Tuileries palace című angol Wikipédia-szócikk fordításán alapul.  Az eredeti cikk szerkesztőit annak laptörténete sorolja fel. Ez a jelzés csupán a megfogalmazás eredetét és a szerzői jogokat jelzi, nem szolgál a cikkben szereplő információk forrásmegjelöléseként.

## Külső hivatkozások
- National Geographic-on
- Mult-koron.